# Justify
Justify è un singolo del gruppo musicale finlandese The Rasmus, pubblicato il 2 gennaio 2009 come secondo estratto dal settimo album in studio Black Roses.

## Video musicale
Il videoclip è stato registrato il 9 novembre 2008 e mostra il cantante Lauri Ylönen legato ad una sedia che, non appena inizia a cantare, comincia a lacrimare nero. Le lacrime, con il trascorrere del brano, escono sempre più velocemente fino a sommergere completamente il cantante.

## Tracce
CD singolo (Finlandia)
1. Justify – 4:26
2. Yesterday You Threw Away Tomorrow – 3:05

Download digitale
1. Justify – 4:26
2. Yesterday You Threw Away Tomorrow – 3:07
3. Justify (Brown Version) – 4:19

## Formazione
Gruppo
- Lauri Ylönen – voce
- Pauli Rantasalmi – chitarra
- Eero Heinonen – basso
- Aki Hakala – batteria

Altri musicisti
- Harry Sommerdahl – tastiera, programmazione, arrangiamenti orchestrali, cori aggiuntivi
- Will Champlin – cori aggiuntivi
- Jeanette Olson – cori aggiuntivi
- Jon Vella – cori aggiuntivi

Produzione
- Desmond Child – produzione esecutiva, produzione
- Harry Sommerdahl – produzione, registrazione
- Jon Vella – produzione associata, registrazione
- Michael Wagener – registrazione
- Pauli Rantasalmi – registrazione
- Michael Ilbert – missaggio
- David Efti – assistenza tecnica
- Greg Calbi – mastering

## Classifiche
| Classifiche (2009) | Posizione massima |
| ------------------ | ----------------- |
| Austria            | 61                |
| Germania           | 56                |
| Slovacchia         | 72                |